# セイ＝シュル＝ソーヌ＝エ＝サンタルバン
セイ＝シュル＝ソーヌ＝エ＝サンタルバン （Scey-sur-Saône-et-Saint-Albin）は、フランス、ブルゴーニュ＝フランシュ＝コンテ地域圏、オート＝ソーヌ県のコミューン。

## 地理
ヴズール都市圏に含まれる。ソーヌ川がコミューンを横断する。

## 由来
ルイ・シュショーによると、ガロ＝ローマ時代から塩水の水源2か所が知られており、セイ＝シュル＝ソーヌ（Scey-sur-Saône）という村の名のもととなったという。

## 歴史
セイ＝シュル＝ソーヌの塩水は古代から、より正確には13世紀から採取されていた。フランス革命までは、ヴズール代官区に属する領主権を擁する代官がセイにいた。
サンタルバン集落がセイ＝シュル＝ソーヌと合併したのは1807年3月10日のデクレによってである。

## 人口統計
| 1962年 | 1968年 | 1975年 | 1982年 | 1990年 | 1999年 | 2008年 | 2014年 |
| ------ | ------ | ------ | ------ | ------ | ------ | ------ | ------ |
| 1442   | 1490   | 1533   | 1559   | 1541   | 1563   | 1655   | 1554   |

参照元:1962年から1999年までは複数コミューンに住所登録をする者の重複分を除いたもの。それ以降は当該コミューンの人口統計によるもの。1999年までEHESS/Cassini、2006年以降INSEE。

## 姉妹都市
- ドルンシュテッテン、ドイツ